# ヒルスチア属
ヒルスチア属（ーぞく、Hirschia）は真正細菌のPseudomonadota門アルファプロテオバクテリア綱カウロバクター目ヒフォモナス科に属する属である。

## 概要
Hirschiaは、出芽細菌と菌糸細菌の専門家であるドイツの微生物学者Peter Hirschを称賛して命名された。
グラム陰性且つ好気性で、胞子を形成しない。一方の、時に両方の細胞極に、菌糸が挿入されたプロステーカを有するプロステーカ細菌である。この菌糸の先端から出芽することによって増殖する。芽胞の先端には毛状の鞭毛がある。運動性又は非運動性のいずれかである。コロニーは黄色色素で着色されている。従属有機栄養性であり、C1化合物は炭素源として利用しない。ポリヒドロキシ酪酸を貯蔵しない。ユビキノン系はQ10系である。ヒドロキシ脂肪酸は3-OH型である。主要な脂肪酸はC18:1ω7cとC16:0であり、主要な極性脂質はホスファチジルグリセロールと未知の脂質2種である。23S rRNAにニックは無い。GC含量は43.7～45.4mol%である。

## 種

### ヒルスチア・バルティカ(Hirschia baltica)
balticaは、ラテン語で「バルト海に関する」を意味する女性形容詞である。この命名は、タイプ株がバルト海で発見されたことに由来する。
タイプ株はIF AM 1418T(DSM 5838T)である。この株の16S rRNA遺伝子配列のGenBank/EMBL/DDBJアクセッション番号はAJ421782である。
菌糸の無い細胞は0.5～1.0×0.5～6.0 p-mで、桿状、楕円形状、又は卵形状である。菌糸の直径は約0.2μmである。コロニーは粘液状（IFAM 1408株）又は乾燥している。最適生育温度範囲は22～28℃である。培養には人工海水が要求される。汽水域に生息している。
セロビオース、グルコース、酢酸、酪酸、カプロン酸、乳酸、プロピオン酸、ピルビン酸、アラニン、アスパラギン、アスパラギン酸、グルタミン酸、グルタミン、イソロイシン、プロリン、及びグルコン酸を炭素源として利用する。一方、ラクトース、キシロース、ラフィノース、リボース、トレハロース、アドニトール、エタノール、グリセロール、マンニトール、メタノール、塩化メチルアンモニウム、ホルムアミド、アジピン酸、クエン酸、フマル酸、リンゴ酸、グリシン、ヒスチジン、リジン、及びバリンは利用しない。アルギン酸塩、ゼラチン、Tween 80を加水分解でき、カゼイン、セルロース、レシチンは加水分解しない。アンモニア、グルタミン酸、硝酸塩、及び尿素を窒素源として利用する。一方、アセトアミド、A'-アセチルグルコサミン、ホルムアミド、及びニコチン酸は利用しない。培地のペプトンからアンモニアを産生する。
タイプ株のGC含量は45.6mol%である。細胞脂肪酸は、主要な直鎖飽和脂肪酸C16:0及び直鎖不飽和脂肪酸C18:1 δ-11、並びに少量の直鎖不飽和脂肪酸C18:2 δ-5,11で構成されている。シクロプロパン脂肪酸も微量で存在する。リン脂質は唯一ホスファチジルグリセロールのみであり、糖脂質と分岐脂肪酸は存在しない。ペプチドグリカンのジアミノ酸としてwe.so-ジアミノピメリン酸が存在する。

### ヒルスチア・マリティマ(Hirschia maritima)
maritimaは、ラテン語で「海の」を意味する女性形容詞である。
タイプ株はGSW-2T(DSM 19733T、JCM 14974T)である。この株の16S rRNA遺伝子配列のGenBank/EMBL/DDBJアクセッション番号はFM202386である。GC含量は44.5mol%である。
好気性且つグラム陰性であり、オキシダーゼ及びカタラーゼ陽性である。栄養細胞は直径0.06～0.1μmのプロステーカを有し、出芽によって増殖する。成熟細胞は球形、楕円形または桿状で、大きさは約0.6～1.1×1.2～1.3μmである。成熟すると、栄養細胞と芽胞の両方が1つ又は複数の鞭毛を形成する。コロニーは全体がオレンジ色の円形凸状であり、5日間のインキュベーション後で直径0.5～0.8mmになる。MA以外の、天然海水や人工海塩を添加した培地では生育しない。温度10～30℃(最適30℃)、pH6.1～10.1(最適pH8.1–9.1)且つ塩化ナトリウム濃度1%(w/v)のMA培地で培養できる。非拡散性カロテノイド色素（λmax=460nm）を産生するが、バクテリオクロロフィルaは持たない。DNAとデンプンを分解でき、カゼイン、キチン、カルボキシメチルセルロース、エラスチン、ゼラチン、ヒポキサンチン、DL-チロシン、キサンチンは分解しない。API 20NEによる、エスクリン分解及びβ-ガラクトシダーゼ活性試験では陽性だが、硝酸還元、インドール産生、グルコース発酵、アルギニンジヒドロラーゼ活性及びウレアーゼ活性試験では陰性を示す。ペプチドグリカンのジアミノ酸にはmeso-ジアミノピメリン酸が存在する。主なキノンはQ-10である。極性脂質としてはホスファチジルグリセロールのみが検出される。

### ヒルスチア・リトレア(Hirschia litorea)
litoreaは、ラテン語で「海岸にいる」を意味する女性形容詞である。この命名は、この細菌が韓国の海岸の堆積物から発見されたことに由来する。
タイプ株はM-M23T(KCTC 32081T、CCUG 62793T)である。この株の16S rRNA遺伝子配列のGenBank/EMBL/DDBJアクセッション番号はJQ995780である。GC含量は45.4mol%である。
胞子を形成せず鞭毛を持たないグラム陰性菌である。栄養細胞はプロステーカを形成し、出芽によって増殖する。細胞は球状、楕円形状又は桿状で、幅約0.4～0.8μm、長さ0.4～4.5μmである。7日間MA培地で25℃で培養したコロニーは、光沢のある平滑な円形凸状の橙黄色であり、直径0.7～1.0mmである。生育温度範囲は4～37℃(最適25℃)であり、40℃以上では生育しない。最適生育pHは7.0～8.0であり、pH5.5でも生育するが、pH5.0では生育しない。塩化ナトリウム濃度0.5～7.0%で生育する(最適0.2%)。Mg2+イオンを要求する。
カタラーゼ及びオキシダーゼ陽性である。亜硝酸への硝酸還元能は無い。エスクリン、カルボキシメチルセルロース、及びL-チロシンを加水分解できるが、カゼイン、ゼラチン、ヒポキサンチン、デンプン、Tween 80、尿素、及びキサンチンを加水分解できない。セロビオース、D-ガラクトース、D-グルコース、マルトース、スクロース、トレハロース、D-キシロース、サリシンを利用できるが、L-アラビノース、D-フルクトース、D-マンノース、酢酸、安息香酸、クエン酸、ギ酸、L-リンゴ酸、ピルビン酸 、コハク酸及びL-グルタミン酸は利用できない。セロビオース、D-ガラクトース、D-グルコース、ラクトース、マルトース、メリビオース、スクロース、トレハロース、及びD-キシロースから酸を産生し、L-アラビノース、D-フルクトース、D-マンノース、メレジトース、ラフィノース、L-ラムノース、D-リボース、ミオイノシトール、D-マンニトール、及びD-ソルビトールからは産生しない。
API ZYMによる鑑別試験においては、アルカリホスファターゼ、ロイシンアリールアミダーゼ、及びα-グルコシダーゼの活性検査では陽性結果が、エステラーゼ(C4)活性検査では弱陽性結果が、エステラーゼリパーゼ(C8)、リパーゼ(C14)、バリンアリールアミダーゼ、シスチンアリールアミダーゼ、トリプシン、α-キモトリプシン、酸性ホスファターゼ 、ナフトール-AS-BI-ホスホヒドロラーゼ、α-ガラクトシダーゼ、β-ガラクトシダーゼ、β-グルクロニダーゼ、β-グルコシダーゼ、N-アセチル-β-グルコサミニダーゼ、α-マンノシダーゼ、α-フコシダーゼの活性検査では陰性結果が得られる。
優勢なユビキノンはQ-10である。主要な脂肪酸(全体の10%未満)はC18:1ω7cとC16:0であり、主要な極性脂質はホスファチジルグリセロールと未知の脂質2種である。

## 系統樹
16S rRNA遺伝子配列解析による近隣結合法で作成した、ヒルスチア属及びヒフォモナス科(Hyphomonadaceae)近縁属の系統樹を下記に示す。

|  | ヒフォモナス属(Hyphomonas) |
|  |                            |
|  | Henriciella                |
|  |                            |

|  | Hellea balneolensis           |
|  |                               |
|  | Robiginitomaculum antarcticum |
|  |                               |

|  | ヒフォモナス属(Hyphomonas) |
|  |                            |
|  | Henriciella                |
|  |                            |

|  | Hellea balneolensis           |
|  |                               |
|  | Robiginitomaculum antarcticum |
|  |                               |

|  | \| \| ヒルスチア・バルティカ(Hirschia baltica) \| \| \| \| \| \| ヒルスチア・リトレア(Hirschia litorea) \| \| \| \| |
|  | |
|  | ヒルスチア・マリティマ(Hirschia maritima)                                                                           |
|  | |
|  | ヒルスチア・バルティカ(Hirschia baltica)                                                                            |
|  | |
|  | ヒルスチア・リトレア(Hirschia litorea)                                                                              |
|  | |

|  | ヒルスチア・バルティカ(Hirschia baltica) |
|  |                                          |
|  | ヒルスチア・リトレア(Hirschia litorea)   |
|  |                                          |

## 歴史
- 1990年に、独Kieler Fördeで採取されたバルト海海水からヒルスチア・バルティカ(Hirschia baltica)が発見されたことが報告された。同時に、プロテオバクテリア門アルファプロテオバクテリア綱の新属としてヒルスチア属が提案された[1]。
- 2009年に、韓国済州島の海岸にある金寧海水浴場から採取された太平洋の海水からヒルスチア・マリティマ(Hirschia maritima)が発見されたことが報告された[5]。
- 2013年に、韓国巨済島で収集された海岸堆積物からヒルスチア・リトレア(Hirschia litorea)が発見されたことが報告された。更に、1990年に作成されたヒルスチア属の特徴についての記述が修正された[2]。

### 学術論文
- “Taxonomic and phylogenetic studies on a new taxon of budding, hyphal Proteobacteria, Hirschia baltica gen. nov., sp. nov”. Int. J. Syst. Bacteriol. 40 (4):  443–451. (1990). doi:10.1099/00207713-40-4-443. PMID 2275859.
- “The hierarchical system of the Alphaproteobacteria: description of Hyphomonadaceae fam. nov., Xanthobacteraceae fam. nov. and Erythrobacteraceae fam. nov”. Int. J. Syst. Evol. Microbiol. 55 (Pt 5):  1907–1919. (2005). doi:10.1099/ijs.0.63663-0. PMID 16166687.

### 学術データベース
- references for Hirschia
- Central references for Hirschia
- Scholar references for Hirschia